# فيكتور فرانكو
فيكتور فرانكو (بالفرنسية: Victor Franco)‏ هو رئيس تحرير وكاتب وصحفي فرنسي، ولد في 12 مارس 1930 في بغداد في العراق، وتوفي في 18 فبراير 2018 في مونتيليمار في فرنسا.